# Бахерахт, Андрей Гаврилович
Андрей Гаврилович Бахерахт (1.1.1726, Петербург — 20.12.1806, там же) — медик, главный доктор Балтийского флота, тайный советник.

## Биография
Происходил из голландского рода, жившего в России с начала XVII в. Отец его, Гаврила Иванович (1693—1775) был купцом и маклером.
В службе находился с 1740 года лекарским учеником. 20 декабря 1741 года поступил подлекарем в Петербургский генеральный сухопутный госпиталь. Учился в этом госпитале «на своём содержании». С 1743 года подлекарь. В 1743 году переведён в генеральный адмиралтейский госпиталь на Выборгской стороне. 9 октября 1746 года уволен в Голландию для поступления в Лейденский университет с обязательством вернуться в Россию. С 1 августа 1747 года учился на медицинском факультете указанного университета, там же в 1750 году получил степень доктора медицины за диссертацию «De morbis ligamentorum». 1 мая 1751 года поступил на действительную службу в Артиллерийский и инженерный корпус со степенью доктора. Автор ряда работ по медицине и фармакологии. 5 сентября 1764 года определён с той же степенью в корабельный флот. В Петербурге имел обширную медицинскую практику, широко используя приемы магнетизма (лечил зубную боль магнитом). В 1765 года Медицинская коллегия сделала ему выговор за то, что он «оными магнитами торговал, продавая их чрезвычайною ценою».
В 1770—1771 годах старшина, до 1795 года член Петербургского Английского собрания. В это же время посещал собрания петербургской ложи «Совершенного согласия». Затем член петербургской ложи «Скромности».
21 мая 1776 года поступил во флот, затем служил при Балтийском флоте. С 22.12.1784 года коллежский советник. С 1793 по 1804 годы почётный член Медицинской коллегии. К 1800 году главный доктор флота. Друг С. К. Грейга. Разрабатывал проекты учреждения морских госпиталей. На больших кораблях организовал самостоятельные лазареты.
В работе «Практическое рассуждение о цинготной болезни» (1786) описал способы лечения и предупреждения цинги. В ней описан опыт борьбы с цингой при помощи отвара из молодых побегов сосен, который называли «русским настоем». Кроме того он описал опыт лечения больных цингой кислой капустой, клюквенным соком и чесноком, что позволяло в быстро поставить на ноги 2/3 больных. Бахерахт был убежден, что главное предупредительное средство от цинги — это правильный образ жизни. Введение в рацион русских моряков кислой капусты позволило существенно увеличить время плавания экипажей и сохранить многие жизни.
18 декабря 1800 года уволен от службы с чином тайного советника. Член Вольного экономического общества. Жил в Петербурге в собственном доме на Большой Морской улице (современный участок дома № 59).
Похоронен на Волковом лютеранском кладбище в Петербурге.